# Kvitbjärttjärnen
Kvitbjärttjärnen är en sjö i Älvdalens kommun i Dalarna och ingår i Dalälvens huvudavrinningsområde. Sjön har en area på 0,0673 kvadratkilometer och ligger 665,9 meter över havet. Sjön avvattnas av vattendraget Kvitan.

## Delavrinningsområde
Kvitbjärttjärnen ingår i det delavrinningsområde (687058-133864) som SMHI kallar för Mynnar i Storån. Medelhöjden är 632 meter över havet och ytan är 23,08 kvadratkilometer. Det finns inga avrinningsområden uppströms utan avrinningsområdet är högsta punkten. Kvitan som avvattnar avrinningsområdet har biflödesordning 3, vilket innebär att vattnet flödar genom totalt 3 vattendrag innan det når havet efter 472 kilometer. Avrinningsområdet består mestadels av skog (79 procent). Avrinningsområdet har 0,07 kvadratkilometer vattenytor vilket ger det en sjöprocent på 0,3 procent. Bebyggelsen i området täcker en yta av 0,34 kvadratkilometer eller 1 procent av avrinningsområdet.